# انفجار مدينة ناشفيل
انفجار مدينة ناشفيل الأمريكية، هو انفجار سيارة مفخخة في وسط مدينة ناشفيل عاصمة ولاية تينيسي الأمريكية صباح يوم الجمعة 25 كانون الأول 2020 في حادث وصف بأنه متعمد، وقتل شخص واحد وأصيب ثلاثة أشخاص بجروح ونقلوا إلى المستشفى لكن إصاباتهم ليست خطيرة. وقالت الشرطة إنها تفترض أن يكون العمل ارهابي، مشيرة إلى أن الشخص المبلغ عن السيارة المفخخة سعى لاستدراج الشرطة للمكان، وذكرت أنه اعتقل بين 3 و 5 أشخاص، مؤكدة وجود متفجرات متطورة في الحادث.

## المسؤولية
لم تعلن أي جماعة مسؤوليتها عن الهجوم.